# Jia Xu (Leichtathletin)
Jia Xu (chinesisch 徐佳; * 23. September 1979) ist eine ehemalige chinesische Hürdenläuferin, die sich auf die 100-Meter-Distanz spezialisiert hat. 2004 wurde sie Hallenasienmeisterin über 60 m Hürden.

## Sportliche Laufbahn
Erste internationale Erfahrungen sammelte Jia Xu vermutlich im Jahr 2003, als sie bei der Sommer-Universiade in Daegu in 13,29 s die Goldmedaille über 100 m Hürden gewann. Im Jahr darauf siegte sie bei den erstmals ausgetragenen Hallenasienmeisterschaften in Teheran in 8,34 s im 60-Meter-Hürdenlauf und 2009 beendete sie ihre aktive sportliche Karriere im Alter von 30 Jahren.

## Persönliche Bestleistungen
- 100 m Hürden: 13,17 s (+0,1 m/s), 25. August 2003 in Daegu
  - 60 m Hürden (Halle): 8,31 s, 18. Februar 2003 in Tianjin